# آدام دو کوستر

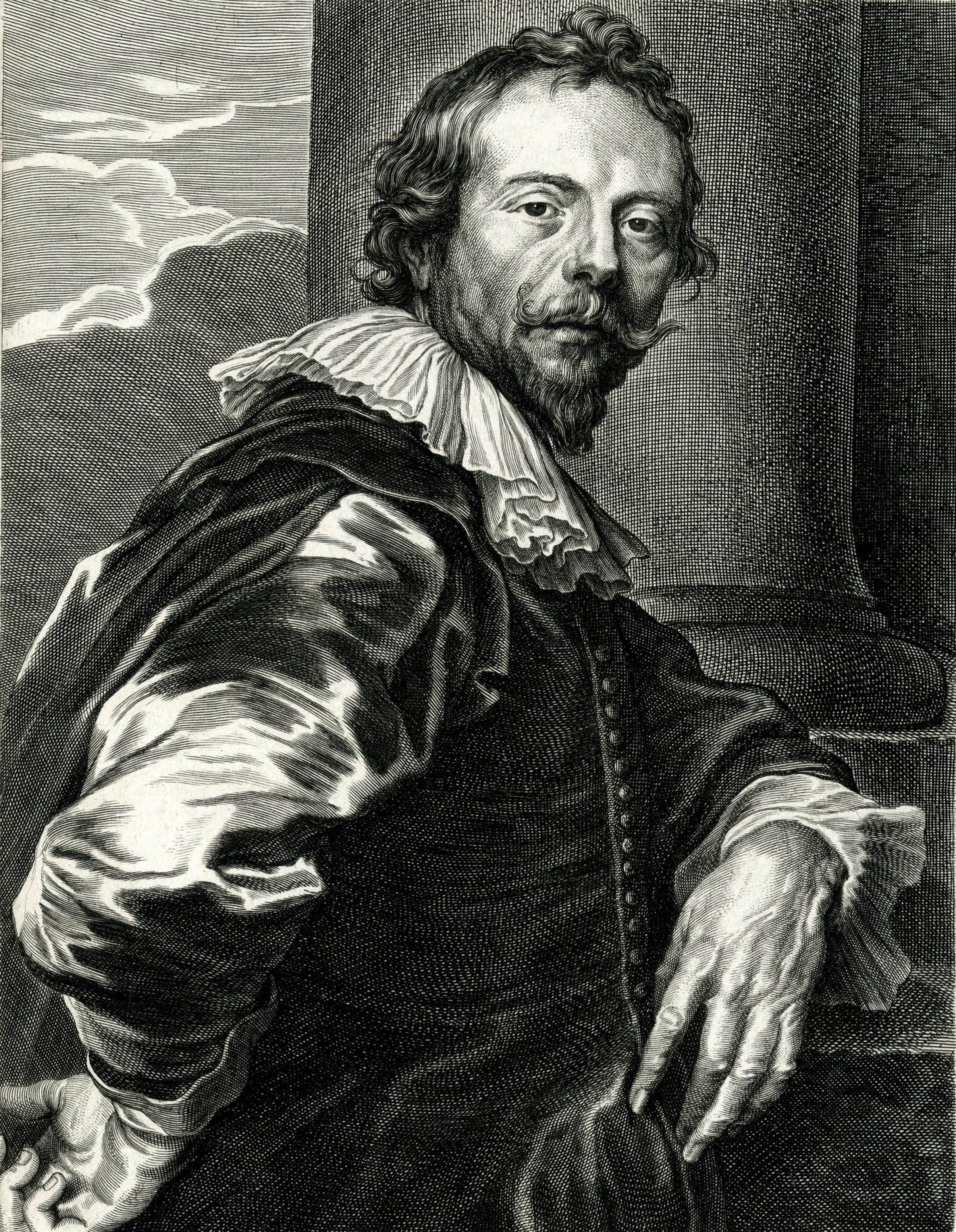
آدام دو کوستر اثر پیتر دو جود دوم پس از آنتونی ون دایک

آدام دو کوستر  (حدود ۱۵۸۶ میلادی در مچلن – ۴ مه ۱۶۴۳ در آنتورپ) نقاش فلاندری بود. او یکی از اعضای برجسته کاراواجیستی آنتورپ و پیرو نقاش مشهور ایتالیایی کاراواجو بود. او عمدتاً برای صحنه‌های ژانر خود با جلوه‌های قوی سایه‌روشن شناخته می‌شود. کوستر به دلیل ترجیحش به صحنه‌های دراماتیک با بهره‌گیری از ترکیب نور و تاریکی در آثارش، «نقاش شب‌ها» ( به انگلیسی : Painter of Nights) نامیده می‌شود.

## آثار برگزیده

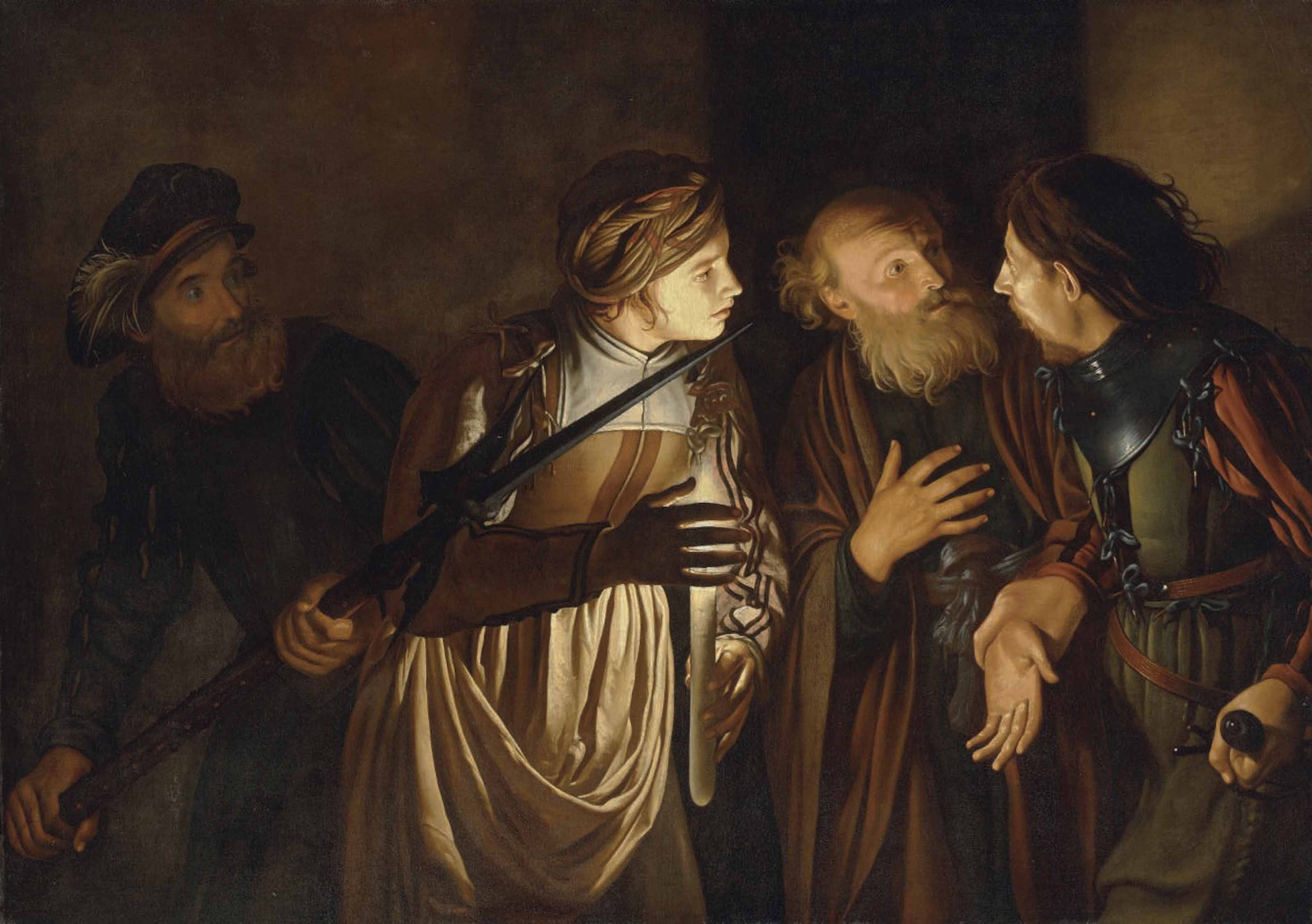
انکار پطرس
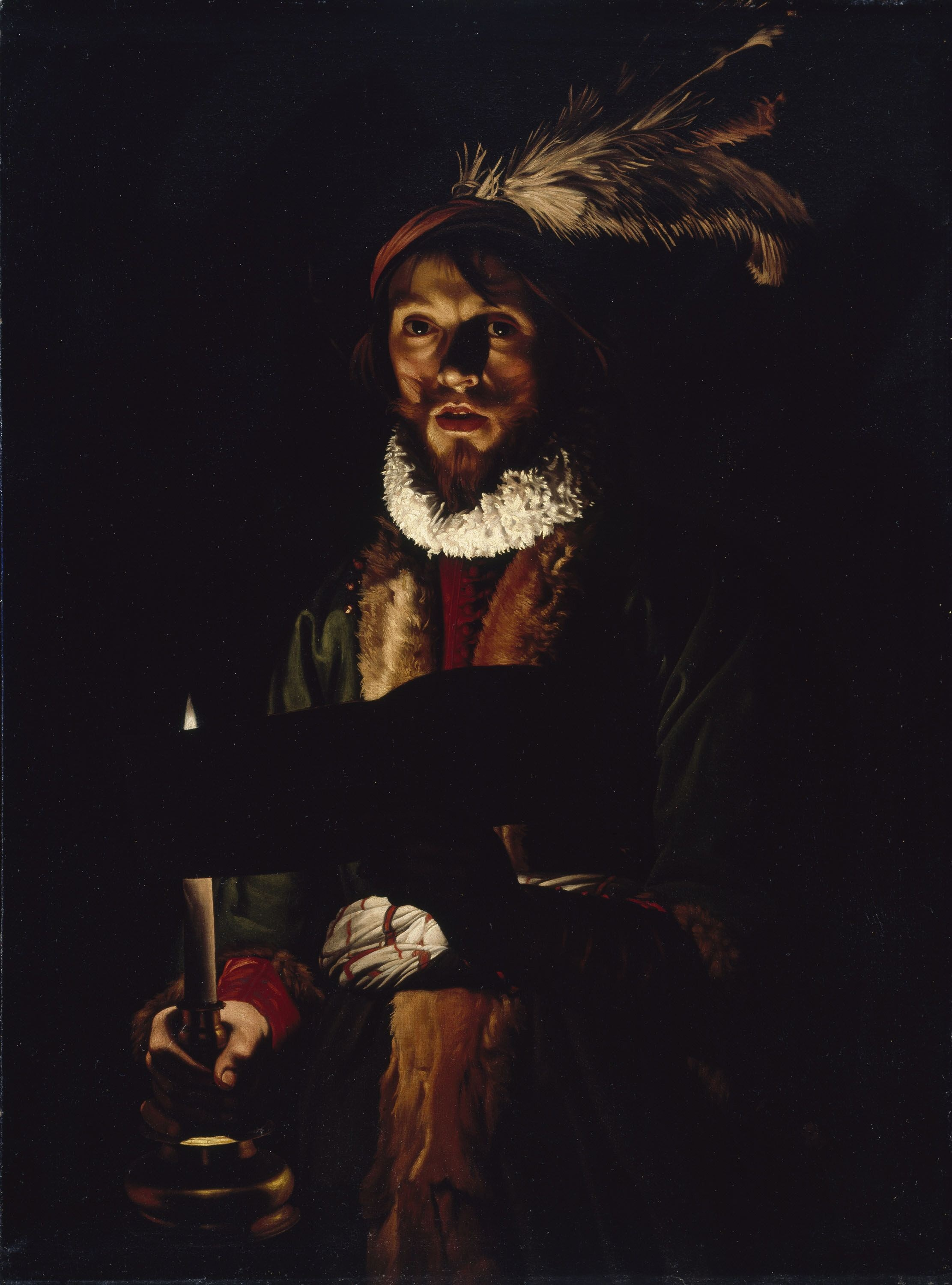
مردی که زیر نور شمع آواز می خواند.
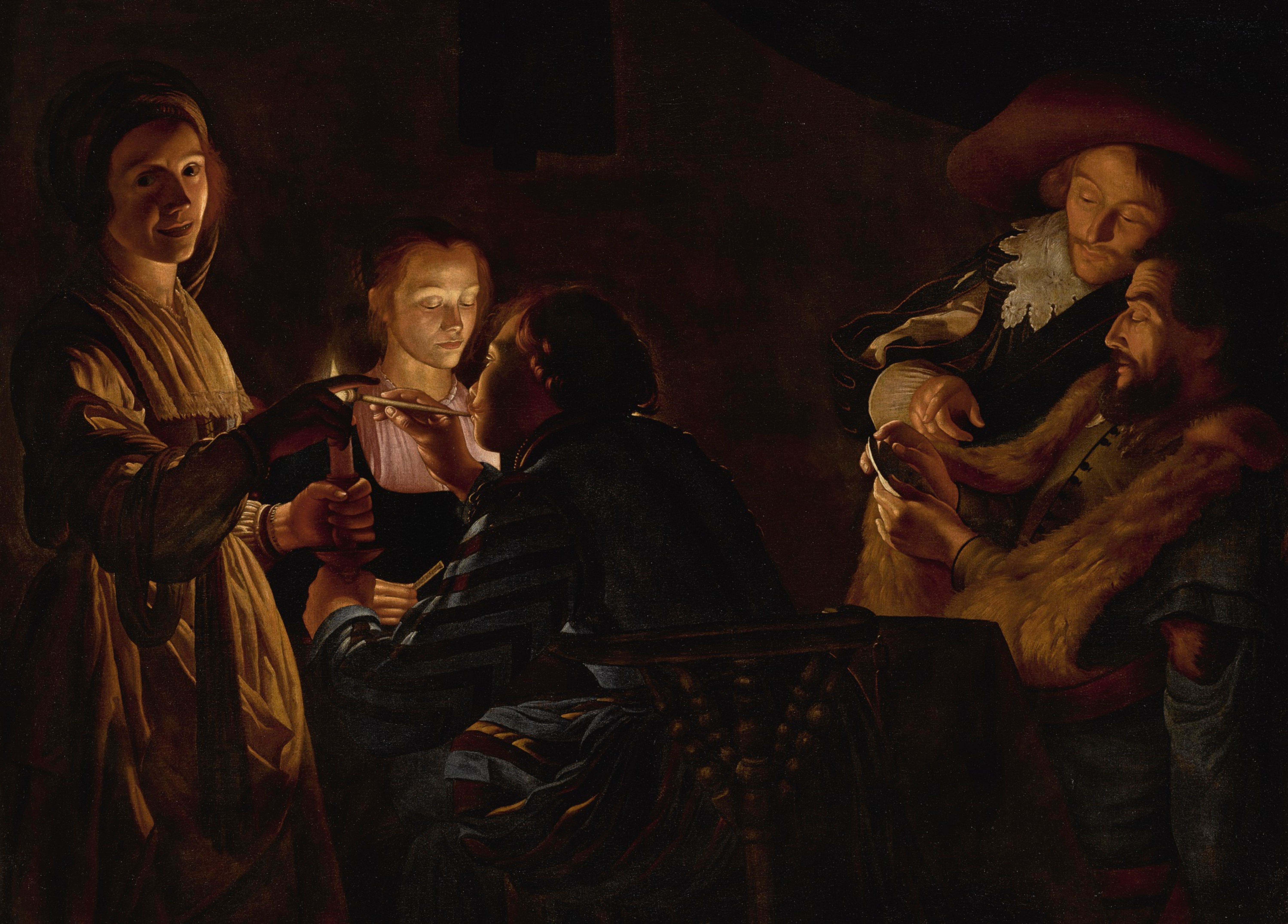
کارت بازها
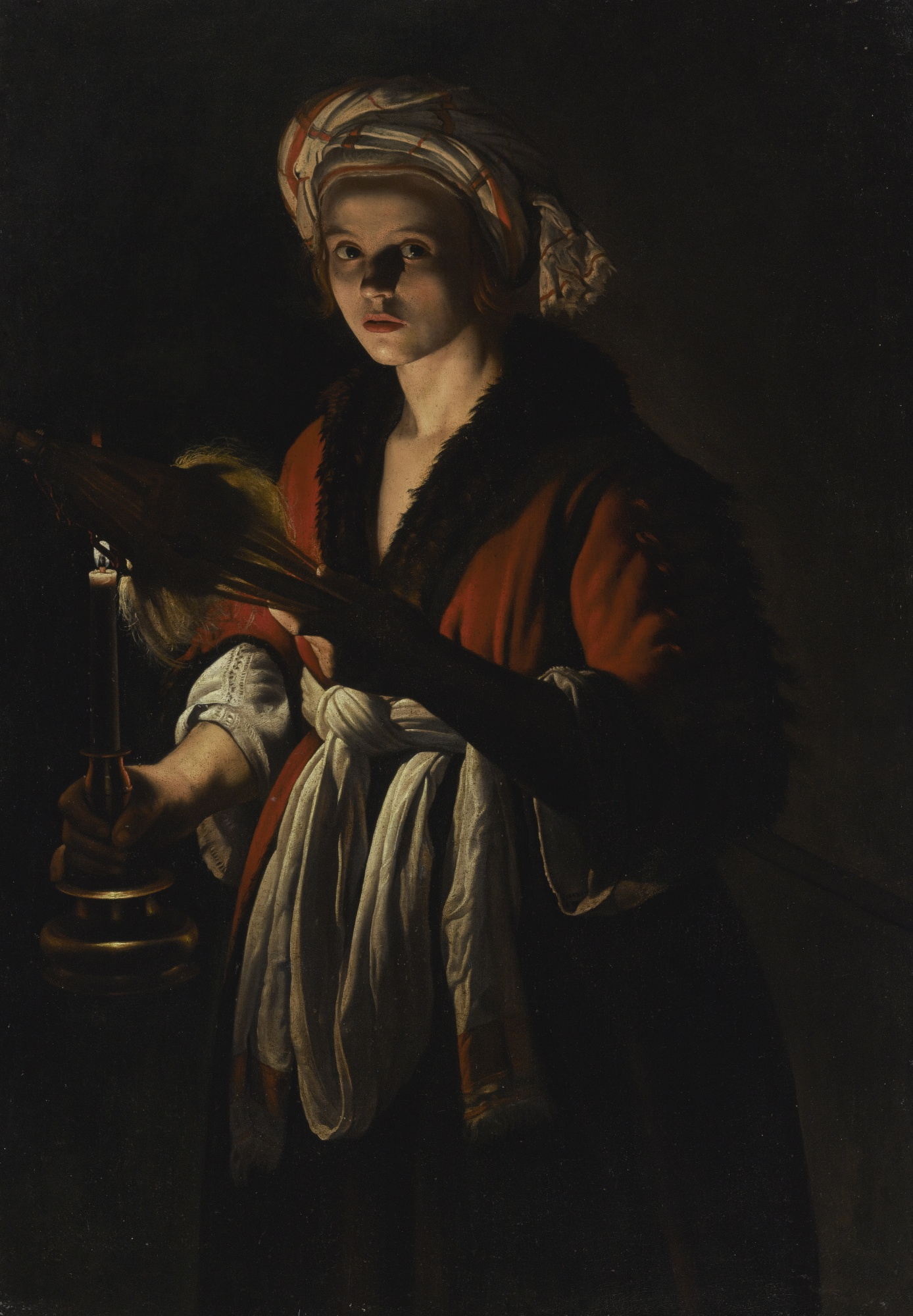
زن جوانی که یک شمع روشن را نگه داشته است.